# فلافيا بينيتا
فلافيا بينيتا (بالإيطالية: Flavia Pennetta) هي لاعبة كرة مضرب إيطالية ولدت في يوم 25 فبراير 1982 في فيربيه في سويسرا.

## روابط إضافية
- على موقع رابطة محترفات كرة المضرب
- http://www.flavia-pennetta.com نسخة محفوظة 12 يناير 2020 على موقع واي باك مشين.
- http://www.flaviapennetta.net
- http://www.dementieva-pennetta.tk

## روابط خارجية
- فلافيا بينيتا على موقع رابطة محترفات التنس (الإنجليزية)
- فلافيا بينيتا على موقع الاتحاد الدولي لكرة المضرب (الإنجليزية)
- فلافيا بينيتا على موقع كأس بيلي جين كينغ (الإنجليزية)
- فلافيا بينيتا على موقع بطولة ويمبلدون (الإنجليزية)
- فلافيا بينيتا على موقع خلاصة التنس.كوم (الإنجليزية)
- فلافيا بينيتا على موقع إي إس بي إن.كوم (الإنجليزية)
- فلافيا بينيتا على موقع أوليمبيديا (الإنجليزية)